# Klaus Merten (Kunsthistoriker)
Klaus Merten (geboren am 12. Juli 1937 in Berlin) ist ein deutscher Kunsthistoriker mit einem Schwerpunkt in der Architekturgeschichte Mitteleuropas vornehmlich zwischen 1500 und 1900.

## Leben
Klaus Merten, Sohn von Hans Merten und Maria Merten, geb. Deichmann (1906–1991), und Bruder der Althistorikerin Marieluise Deißmann-Merten, legte sein Abitur 1957 am altsprachlichen Lessing-Gymnasium in Frankfurt am Main ab. Er studierte Kunstgeschichte, Klassische Archäologie und Geschichte in Frankfurt am Main, Bonn, Berlin und Wien. Er promovierte 1964 in Frankfurt am Main bei Harald Keller mit einer Dissertation über Leben und Werk des Architekten Joseph Saint-Pierre in Bayreuth.
Klaus Merten arbeitete zunächst ab 1964 als Wissenschaftlicher Volontär am Hessischen Landesmuseum in Darmstadt, bevor er 1965–1966 als Richard-Hamann-Stipendiat in Prag zur rudolfinischen Sakralarchitektur in Böhmen forschte. 1967–1970 war er Wissenschaftlicher Assistent am Kunstgeschichtlichen Institut der Universität Frankfurt am Main unter Harald Keller und 1971/72 Wissenschaftlicher Mitarbeiter am Zentralinstitut für Kunstgeschichte in München. Im Jahr 1972 wurde Klaus Merten Konservator und später Oberkonservator für die Staatlichen Schlösser in Württemberg. Daneben übernahm er von 1975 bis 1995 regelmäßig Lehraufträge am Institut für Kunstgeschichte der Universität Stuttgart.

## Veröffentlichungen

### Bücher (Auswahl)
- Klaus Merten, Christoph Mohr: Das Frankfurter Westend, München 1974, ISBN 3-7913-0036-9.

- Klaus Merten: Schloß Ludwigsburg, München–Berlin 1975.

- Klaus Merten: Altes Schloß Stuttgart, München–Berlin 1975.
- Klaus Merten: Schloß Weikersheim, München–Berlin 1976.
- Klaus Merten, Elisabeth Nau, Alois Seiler: Eberhard Ludwig Herzog von Württemberg, Katalog der Ausstellung, Ludwigsburg 1976.
- Klaus Merten: Neues Schloß Tettnang, München–Berlin 1979.
- Klaus Merten, Andrea Berger-Fix: Die Gärten der Herzöge von Württemberg im 18. Jahrhundert, Katalog der Ausstellung, Worms 1981, ISBN 3-88462-006-1.
- Klaus Merten: Schlösser in Baden-Württemberg – Residenzen und Landsitze in Schwaben, Franken und am Oberrhein, München 1987, ISBN 3-406-32307-3.
- Klaus Merten: Schloß Urach, München–Berlin 1989.
- Klaus Merten, Carla Fandrey: Rußland in Württemberg, Katalog der Ausstellung, Stuttgart 1991.
- Klaus Merten, Carla Fandrey: Italienische Reisen – Herzog Carl Eugen von Württemberg in Italien, Katalog der Ausstellung, Weißenhorn 1993, ISBN 3-87437-342-8.
- Klaus Merten: Burgen und Schlösser in Deutschland, München 1995, ISBN 3-7774-6720-0.

### Aufsätze (Auswahl)
- Klaus Merten: Die Pfarrkirche St. Peter und Paul in Kralowitz. In: Bohemia 8 (1967), S. 134–143.
- Klaus Merten: Drei Risse der Wallfahrtskirche Altbunzlau von Nikodemus Tessin d.J. im Nationalmuseum in Stockholm und die Stellung der Frederikskyrka in Karlskrona in der Geschichte des protestantischen Kirchenbaues. In: Konsthistorisk Tidskrift 38 (1969), S. 47–57.
- Klaus Merten: Bemerkungen zu Delajoues Phantasiearchitektur im Hessischen Landesmuseum in Darmstadt und Knobelsdorff. In: Kunst in Hessen und am Mittelrhein 10 (1970), S. 87–88.
- Klaus Merten: Der Ludwigsburger Schloßgarten im 18. Jahrhundert. In: Schwäbische Heimat 29 (1978), S. 169–177.
- Klaus Merten: Planungen zum Ludwigsburger Schloßgarten zur Zeit Herzog Eberhard Ludwigs. Zwei bisher unbekannte Entwürfe. In: Jahrbuch der Staatlichen Kunstsammlungen in Baden-Württemberg 18 (1981), S. 47–58.
- Klaus Merten: Die Burgen und Schlösser der Grafen von Montfort-Tettnang und Montfort-Rothenfels. In: Bernd Wiedmann (Hrsg.): Die Grafen von Montfort. Geschichte und Kultur, Friedrichshafen 1982, S. 138–149.
- Klaus Merten: Schloß Favorite in Ludwigsburg. In: Ludwigsburger Geschichtsblätter 34 (1982), S. 7–19.
- Klaus Merten: Nikolaus Friedrich von Thouret als württembergischer Hofbaumeister 1798–1817, in: Baden und Württemberg im Zeitalter Napoleons, Katalog der Ausstellung, Stuttgart 1987, Bd. 2, S. 411–432.
- Klaus Merten: Die Burgen und Schlösser. In: Elmar L. Kuhn (Hrsg.): Die Bischöfe von Konstanz. Geschichte und Kultur, Friedrichshafen 1988, Bd. 2, S. 70–88.
- Klaus Merten: Die Schlösser der Grafen und Fürsten von Hohenlohe im 18. Jahrhundert. In: Harald Siebenmorgen (Hrsg.): Hofkunst in Hohenlohe, Sigmaringen 1996, S. 23–37.
- Klaus Merten: Die Ludwigsburger Schlosskirche. Zur Vorgeschichte ihrer Entstehung 1707–1720. In: Ludwigsburger Geschichtsblätter 59 (2005), S. 53–62.
- Klaus Merten: Die Altarprojekte für die beiden lutherischen Kirchen in Prag 1612–1620. In: Umění 56 (2008), 119–127.